# Heart (Lied)
Heart ist ein Lied des englischen Synthiepop-Duos Pet Shop Boys aus dem Album Actually (1987).
Es erreichte Platz eins in den UK Singles Charts. Eigentlich war der Song für Madonna gedacht, aber die Pet Shop Boys stellten ihn ihr nie vor, sondern verwendeten ihn selbst.

## Song
Geschrieben wurde der Song von Neil Tennant und Chris Lowe. Das Lied war die letzte von vier Singles des Albums Actually.
In einer Mix-Version des Liedes erreichte es Platz eins der UK Singles Charts. Ursprünglich plante das Duo den Song an Hazell Dean oder an Madonna abzugeben, aber schließlich behielten sie den Song für sich. Eigentlich sollte das Lied Heartbeat heißen, aber als der Culture-Club-Schlagzeuger Jon Moss bekannt gab, die Band Heartbeat UK zu gründen, änderten die Pet Shop Boys den Namen auf Heart. Neil Tennant schrieb im Kommentar zur Live-DVD Cubism, dass das „oh – ah – oh'oh ah“ im Refrain von ihm selbst, Luciano Pavarotti und Wendy Smith (von Prefab Sprout) gesungen wurde. Obwohl der Song drei Wochen lang die britischen Charts anführte und ein riesiger Welthit war, neigten die Pet Shop Boys selbst dazu, ihn abzutun. 2001 stellte Lowe fest: „Das zeigt nur, dass die Chartpositionen nicht das A und O sind. Heart ist nicht in der gleichen Liga wie Being Boring.“ Allerdings führten die Pet Shop Boys den Song auf ihrer Tournee 1989, der Fundamental-Welttournee 2006 und 2007 sowie ihrer Pandemonium-Tournee 2009/2010 auf.

## Musikvideo
Unter der Regie von Jack Bond wurde das Musikvideo im Stil von Nosferatu (1922) gedreht. In der Rolle des Vampirs, der der von Neil Tennant gespielten Figur seine Braut wegschnappt, ist Ian McKellen zu sehen.

## Titelliste

### 7″: Parlophone / R 6177 (UK)
1. Heart (single version) – 4:16
2. I Get Excited (You Get Excited Too) – 4:53

### 12″: Parlophone / 12 R 6177 (UK)
1. Heart (disco mix) – 8:27
2. I Get Excited (You Get Excited Too) – 4:53
3. Heart (dance mix) – 6:08

Auch veröffentlicht auf MC (TCR 6177) und CD (CDR 6177).

### 12″: Parlophone / 12 RX 6177 (UK)
1. Heart (12″ remix) – 8:55
2. Heart (dub mix) – 5:15
3. I Get Excited (You Get Excited Too) – 4:53

## Charts
Das Lied erreichte in folgenden Singlecharts Platz eins:
Europa (Eurochart Hot 100 Singles), in den Rpm (Kanda Dance/Urban Charts),Finnland (Finnische Musikcharts), Irland (Irische Charts), Neuseeland (Recorded Music NZ), Schweiz (Schweizer Hitparade), Großbritannien (UK Singles Chart) und West-Deutschland (Deutsche Singlecharts).